# 카울리 올리베이라 소우자
카울리 올리베이라 소우자(포르투갈어: Cauly Oliveira Souza, 1995년 9월 15일 ~ )는 브라질의 축구 선수이다. 포지션은 미드필더이다. 현재 캄페오나투 브라질레이루 세리이 A의 바이아 소속이다.